# فيكرز تايب 161
فيكرز تايب 161 (بالإنجليزية: Vickers Type 161)‏ هي طائرة اعتراضية أنتجت في المملكة المتحدة. من صناعة فيكرز المحدودة. كان أول طيران لها في 21 يناير 1931. صنع منها 1 طائرة.